# Eu Me Lembro
Eu Me Lembro („ich erinnere mich“) ist Ende 2005 erstmals aufgeführtes brasilianisches Filmdrama des Regisseurs Edgar Navarro. Der Coming-of-Age-Film wurde 2005 beim Filmfestival in Brasília mit sechs Candango-Trophäen ausgezeichnet.

## Handlung
Thema des Films ist die Kindheit und Jugend Guigas. Guiga entstammt einer katholischen Mittelschicht-Familie aus Salvador da Bahia, sein Heranwachsen fällt in die 1950er- und 60er-Jahre, die sexuelle Revolution und die brasilianische Militärdiktatur. Der Film behandelt außerdem das Aufkommen halluzinogener Drogen, Guigas erste Liebe und seinen Selbstfindungsprozess.

## Hintergrund
Die Story des Films ist eine fiktive Autobiographie des Regisseurs Navarro; die Hauptrolle des Guiga spielten vier unterschiedlich alte Jungdarsteller. Die Arbeiten zum Film wurden 2001 begonnen und 2005 beendet.
Der Film wurde von Truque Produtora de Cinema als 35-mm-Farbfilm mit einigen kurzen Schwarzweiß-Sequenzen und Dolby Digital produziert. Unterstützt wurde das Filmprojekt von der Regierung Bahias, dem brasilianischen Kulturministerium und Acine.
Der Film wurde beim Festival de Brasília do Cinema Brasileiro am 1. Dezember 2005 erstmals aufgeführt und ging am 29. September 2006 in Brasilien in den allgemeinen Vertrieb.

## Kritik
Dennis Harvey beschreibt den Film als aus zwei Teilen bestehend: einen ersten nostalgischen und einen zweiten mit Rückblenden im Drogenrausch. Trotzdem sei der Film geschickt und geschmackvoll produziert.
Nelson Hoineff lobte die Arbeit der Produzenten und an der Kamera, der Film selbst enthielte aber keine Innovationen und habe schwere Mängel bei der Interpretation. Für Kontroversen sorgte die offene Darstellung kindlicher Sexualität.

## Auszeichnungen
Festival de Brasília do Cinema Brasileiro 2005
- Troféu Candango in der Kategorie Beste Hauptdarstellerin für Arly Arnaud
- Troféu Candango in der Kategorie Beste Regie für Edgar Navarro
- Troféu Candango in der Kategorie Bester Film für Edgar Navarro
- Troféu Candango in der Kategorie Bestes Drehbuch für Edgar Navarro
- Troféu Candango in der Kategorie Bester Nebendarsteller für Fernando Neves
- Troféu Candango in der Kategorie Beste Nebendarstellerin für Valderez Freitas Teixeira